# KICK OFF (森下由実子のアルバム)
KICK OFF(キック・オフ)は森下由実子のアルバム。

## 内容
唯一のソロアルバム。ジャケットにある英作文は、「もう一つの未来」の一部の歌詞を英訳したものである。作詞・作曲・編曲は個別になっており、8曲中2曲は森下による作詞、5曲は向井玲子による作詞。

## 批評
CDジャーナルは森下の歌唱姿勢を「クセも少なく万人受け」と評している。

## 収録曲
1. SOMEBODY TO BELIEVE
作詞:向井玲子 作曲:川島だりあ 編曲:明石昌夫
2. もっとずっと近くに感じたい
作詞:森山翔 作曲:多々納好夫 編曲:小澤正澄
3. Tears
作詞:向井玲子 作曲:川島だりあ 編曲:明石昌夫
4. 恋と理屈
作詞:向井玲子 作詞:大槻啓之 編曲:池田大介
「Tears」のカップリング曲。
5. いつまでもLovin' you
作詞:森下由実子 作曲:多々納好夫 編曲:小澤正澄
6. We'll Be Together
作詞:森下由実子 作曲:大槻啓之 編曲:徳永暁人
7. もう一つの未来
作詞:向井玲子 作曲:竹村かおり 編曲:小澤正澄
8. Looking for true love
作詞:向井玲子 作曲:竹村かおり 編曲:小澤正澄

## 参加ミュージシャン
- 鈴木康志 - ディレクター、アコースティックギター、コーラス
- 小澤正澄 - ギター、シンセサイザー
- 明石昌夫 - ベース
- 池田大介 - キーボード
- 鈴木英俊 - ギター
- 増崎孝司 - ギター
- 栗林誠一郎（ZYYG） - コーラス
- 古川真一 - コーラス